# Dageraadzandbij
De dageraadzandbij (Andrena nycthemera) is een vliesvleugelig insect uit de familie Andrenidae. De wetenschappelijke naam van de soort is voor het eerst geldig gepubliceerd in 1868 door Imhoff.